# کبدی با یک پا
کبدی با یک پا یکی از بازی‌های سنتی اصیل مازندران است. اهداف این بازی بالا بردن نیروی عضلانی و همچنین استقامت تنفسی و قلبی و تقویت پا و تعادل است.

## ریشه نام بازی
واژه کبدی در آغاز به گونه «کی بودی» گفته می‌شده و بازی کن مهاجم با گفتن «کی بودی» دنبال حریف رفته تا او را لمس کند که به مرور زمان به گونه کبدی درآمده‌است.

## نحوه بازی
این بازی به تعداد ۶ تا ۱۲ نفر شرکت‌کننده دارد و در فضای آزاد و وسیع انجام می‌شود. ابتدا بازیکنان به ۲ گروه مساوی تقسیم می‌شوند و سمت راست و چپ می‌ایستند. بین این ۲ گروه را با گچ سفید خط می‌کشند و آنها از هم جدا می‌شوند. سپس یک گروه شروع‌کننده بازی می‌شود. یکی از اعضای گروه یک پا را بالا می‌برد و روی پای دیگر می‌ایستد و لی لی کنان به سمت گروه مقابل حمله می‌کند از خط سفید می‌گذرد و وارد گروه مقابل می‌شود. همان‌طور که روی یک پایش ایستاده است باید یکی از اعضای گروه مقابل را بزند تا زمانی که خسته شود. وقتی که خسته شد لی لی کنان باید به سمت گروه خود برگردد در غیر این صورت اگر پایش به زمین بیفتد بازنده می‌شود و جز نیرو سوخته بازی محسوب می‌شود و امتیاز به گروه مقابل داده می‌شود. این بازی ادامه پیدا می‌کند تا یک نفر به عنوان برنده باقی بماند.